# Девочка-фантом Красноярска

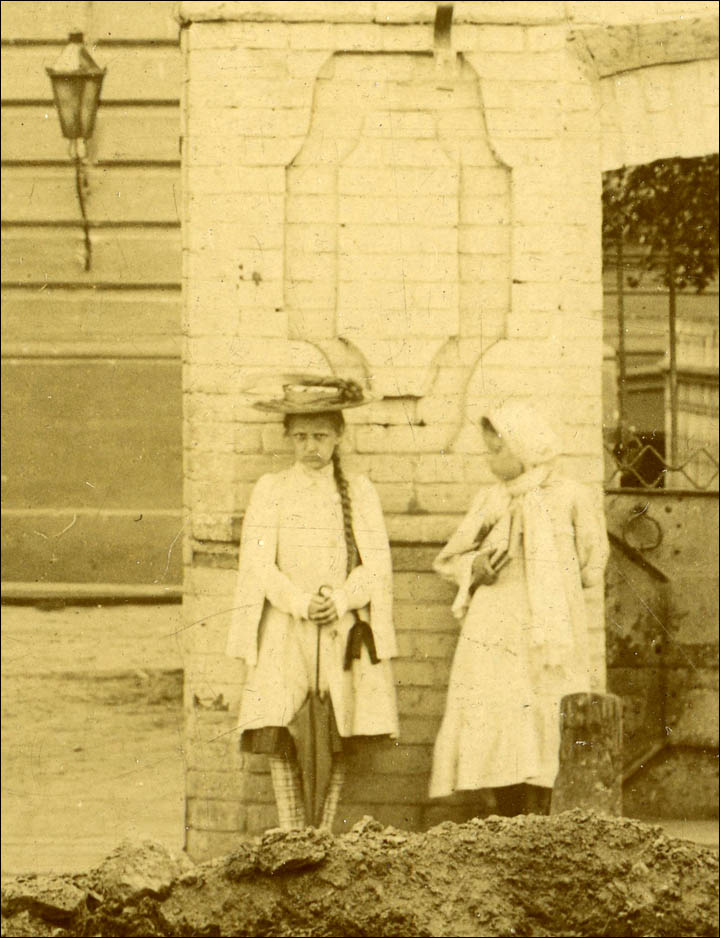

 Девочка-фантом Красноярска — городская легенда о неизвестном ребёнке, который фигурирует на фотографиях, сделанных в начале XX века в Красноярске. Ввиду своей неординарности тема нашла достаточно широкое освещение в отечественных и зарубежных СМИ.

## Описание
Летом 2015 года креативный директор красноярской компании «The Bad Guys» Дана Бенюмова обратилась в Красноярский краевой краеведческий музей с просьбой предоставить ей фотографии старого Красноярска для одного из проектов фирмы. При ретуши дореволюционных снимков обнаружилось, что на некоторых из них изображена одна и та же девочка с длинной косой, зонтиком и шляпкой, одетая в неизменный костюм. На всех фотографиях девочки, снятых с близкого расстояния, ребёнок имеет смущённое, недовольное либо строгое выражение лица. О находке было сообщено старшему научному сотруднику музея Илье Куклинскому, который отметил, что ранее замечал девочку на более чем 20 архивных снимках и стеклянных негативах, но не хотел привлекать внимания к этому явлению до полноценного исследования вопроса.
Девочка появляется, как правило, на фоне известных зданий и сооружений Красноярска: городского театра имени Пушкина, Воскресенского собора, моста через Енисей, учительской семинарии, Торгового дома Гадалова и других, но не всегда её изображение находится на переднем плане. Напротив, на многих снимках нужно приглядеться, чтобы заметить фигуру девочки. На обороте многих фотографий имеются следы от клея и уголки некоторых из них повреждены — это позволило предположить, что некогда они были в чьём-то домашнем альбоме, возможно, отца или родственника девочки. Исследователи, пытаясь установить годы съёмки и сопоставляя время постройки домов, пришли к выводу, что фотографии были сделаны в разное время — в 1906—1908 гг. В этом случае недоумение вызывает то, что возраст девочки на всех снимках остается неизменным, а возрастные изменения детей 7—10 лет были бы достаточно заметны.
Неизвестным остается автор фотографий. На некоторых из них стоит штамп «Н. И. Григоровский» и инвентарный номер 185. Это говорит о том, что снимки поступили от красноярских издателей и владельцев магазина супругов Григоровских. На стеклянных негативах стоят инвентарные номера, ведущие к известному красноярскому фотографу Людвигу Вонаго, передавшему фотографии музею в 1934 году. Однако под частью снимков стоит анаграмма «Ф. Е.А.», которая, если предположить, что это инициалы автора, не соотносится с первыми буквами имени какого-либо известного красноярского фотографа.

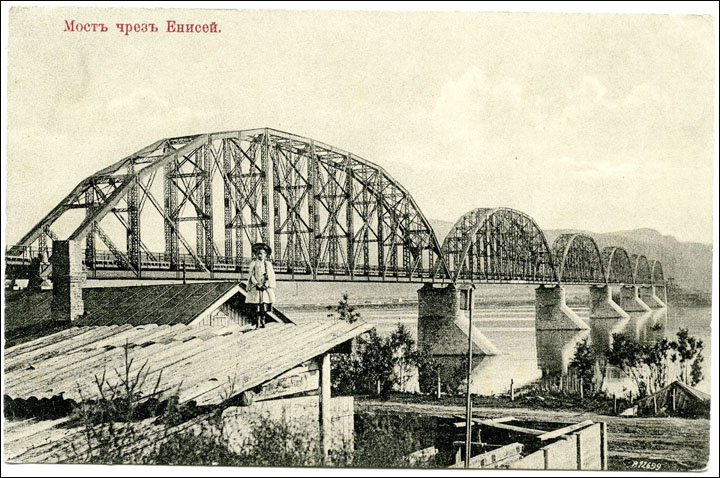
Девочка на крыше на фоне моста через реку Енисей

Кроме того, даже если полагать, что девочка — дочь или родственница фотографа, нет разумного объяснения того, почему на многих снимках она не изображена на переднем плане, а просто присутствует. Хотя это в какой-то мере объясняет причину обнаружения явления лишь спустя сто лет после съёмки.

## Критика и общественный резонанс
Новость о фотографиях с неизвестной девочкой появилась в региональных СМИ в начале 2016 года. Тогда же Краеведческий музей опубликовал на своем сайте сообщение, призывая откликнуться тех, кто располагает какой-либо информацией об этом человеке или об авторе снимков. Вскоре сообщения на эту тему вышли в федеральных и в зарубежных медиа. При этом большинство изданий делало акцент на «мистической» подоплёке явления и относило историю к разряду городских легенд, а саму девочку же называли «фантомом» либо «призраком», апеллируя к тому, что неизвестная появилась на изображениях лишь через сто лет, и раньше её никто не замечал, хотя фотографии зачастую висели в известных местах города Красноярска. Однако такие утверждения имеют мало общего с реальностью, так как, во-первых, на всех стеклянных негативах изображение девочки присутствует, и во-вторых, специалисты доказали, что эти фотографии не были монтажом.
Тема активно обсуждалась в социальных сетях. Новости о том, как идёт расследование, исследователи публиковали в Facebook, в то время как пользователи в комментариях делились своими предположениями касательно личности девочки и расшифровки анаграммы «Ф.Е.А.». В СМИ встречается теория, согласно которой первая буква анаграммы — обозначение профессии (фотограф); следовательно, имя и фамилия автора должны начинаться с букв Е и А.
Ажиотаж вокруг истории в значительной мере повысил популярность музея, а компания «The Bad Guys» выпустила набор открыток под названием «Фотографии, на которых она есть».

## Теории
Исследователи не могут сойтись во мнении относительно происхождения фотографий.
Одной из основных теорий стало предположение о том, что неизвестная девочка была дочерью или родственницей фотографа из Красноярска. Выяснилось, что рассматриваемые изначально как авторы снимков Вонаго и Григоровский не могли сделать эти фотографии — изображения лишь поступили из их коллекций. Кроме того, вопросы вызывала и анаграмма, буквы в которой не совпали с инициалами никого из известных фотографов города начала XX века. Однако вполне возможно, что фотограф был приезжим.
Другой версией стало то, что автору снимков на самом деле было нужно запечатлеть важные городские объекты, многие из которых, например, мост через реку Енисей или же здание железнодорожного вокзала, были стратегическими. Девочку в таком случае автор помещал в кадр для отвлечения внимания городских жителей. И все же тогда несоответствие возникает в связи с тем, что сооружения были построены не в одно время, следовательно, фотографу пришлось бы ездить в Красноярск несколько лет, а внешность девочки за это время должна была измениться.
В 2022 году в фондах Красноярского краевого краеведческого музея был обнаружен альбом Красноярской городской управы, на большинстве фотографий которого присутствовала девочка. Автор фотографий ЕвгенийТрофимовичАрхиппов (Архипов), снимая виды Красноярска в 1908—1911 годах, помещал в кадр дочь Галю.